# Edward Turner (2e baronnet)
Pour les articles homonymes, voir Turner.
Edward Turner, 2e baronnet (28 avril 1719 - 31 octobre 1766) est un homme politique britannique.

## Biographie
Il est le fils d'Edward Turner (1er baronnet) et de son épouse Mary. Il reçoit sa première éducation à Bicester Grammar School . Il va ensuite au Balliol College d'Oxford, où il est reconnu pour sa "bourse distinguée et la régularité de son comportement". Il épouse Cassandra Leigh, nièce du maître de Balliol. Il devient 2e baronnet à la mort de son père en 1735. Turner meurt en 1766 et est remplacé comme baronnet par son fils Gregory Page-Turner, 3e baronnet.
Vers 1740, Turner remplace le Manoir d'Ambrosden par une grande maison de campagne carrée de onze baies. Son architecte est Sanderson Miller, qui a également conçu des bâtiments ornementaux dans le parc. Un parc paysager 5 milles (8,04672 km) de circonférence est disposé autour de la maison.
La nouvelle maison de Turner devient un lieu de rencontre pour les personnalités politiques et la société cultivée. L'oncle de Cassandra, le Dr Leigh et d'autres esprits et érudits de l'Université d'Oxford y séjournent régulièrement.

## Carrière politique
Turner est élu député de Great Bedwyn dans le Wiltshire aux élections générales de 1741, mais n'est pas réélu aux élections générales de 1747.
Lors de l'élection générale de 1754, Turner est l'un des deux candidats whigs de l'Oxfordshire. Tant eux que leurs adversaires conservateurs pour les élections de l'Oxfordshire en 1754 ont dépensé de grosses sommes d'argent pour leurs campagnes, notamment en offrant une hospitalité somptueuse aux électeurs pour tenter de gagner leurs votes. Les candidats des deux partis sont soutenus par des aristocrates locaux. Turner et son colistier, le vicomte Parker, sont soutenus par le duc de Marlborough, Simon Harcourt et le père de Parker, le comte de Macclesfield.
Les deux candidats conservateurs remportent plus de votes, mais le Directeur de scrutin fait un «double retour»: déclarer les deux paires de candidats élus, laissant la Chambre des communes prendre la décision. Les deux parties pétitionnent contre l'élection de leurs opposants et les Communes examinent la légitimité de nombreux votes individuels. Cependant, la plupart des députés votent sur des lignes partisanes plutôt que sur le fond de l'affaire. Les Whigs détenant la majorité à la Chambre des communes, par conséquent, les deux candidats whigs sont déclarés élus.
Turner ne se représente pas pour l'Oxfordshire lors des élections générales de 1761. Au lieu de cela, il se présente à Penryn en Cornouailles. En 1764, il achète le manoir de Wendlebury, Oxfordshire aux administrateurs de Willoughby Bertie (3e comte d'Abingdon). Il est décédé en 1766, alors qu'il est encore député.

## Sources
- Victoria County History: A History of the County of Oxford: Volume 5: Bullingdon hundred, 1957, 15–30, 221–234
- Victoria County History: A History of the County of Oxford, Volume 6, 1959, 14–56 p.
- Sherwood, Jennifer et Pevsner, Nikolaus, The Buildings of England: Oxfordshire, Harmondsworth, Penguin Books, 1974 (ISBN 0-14-071045-0), p. 422